# Shout at the Devil (canción)
«Shout at the Devil» es una canción de la banda estadounidense de hard rock Mötley Crüe. Escrito por el bajista Nikki Sixx, es la canción principal de su álbum Shout at the Devil.

## Controversia
Esta canción fue sometida a una cierta controversia porque algunas personas lo vieron como un fomento a la adoración del diablo. Sin embargo, esto se eliminó cuando Nikki Sixx negó cualquier acusación en la canción mientras fue interpretada en Reno, Nevada.
La canción más bien es un "Vete al demonio"  literalmente Grita; "Al diablo" o manda todo al diablo. como un acto de rebeldía para una sociedad conservadora americana.

## Otros usos
La canción apareció en la película de comedia/ terror para adolescentes Idle Hands, así como en las mejores ventas del videojuego Guitar Hero II para PlayStation 2 y Xbox 360, en el nivel de apertura. Y después en la secuela Guitar Hero: Smash Hits.
"Shout at the Devil" es también el canto de entrada para los Yanquis de Nueva York el lanzador Joba Chamberlain y el Ultimate Fighting Championship mixta de artes marciales Brock Lesnar.
La canción también aparece en "My Name is Earl", en el episodio" Little Bad Voodoo Brother ".
Aparece en la radio The Mix en el videojuego Saints Row: The Third
También suena en el capítulo 2 de la temporada 2 de Stranger Things.

## Músicos
- Vince Neil - Voz
- Nikki Sixx - Bajo
- Mick Mars - Guitarra
- Tommy Lee - Batería

- Datos: Q11703817